# Klaus-Dieter Schulz (Handballspieler)
Klaus-Dieter Schulz (* 2. Juli 1961 in Angermünde) ist ein ehemaliger deutscher Handballspieler.

## Werdegang
Schulz spielte bei der BSG Lokomotive Angermünde, ehe er zum ASK Vorwärts Frankfurt/Oder delegiert wurde. Er wurde in die Nationalmannschaft der DDR berufen. 1986 nahm er an der Weltmeisterschaft in der Schweiz teil und wurde mit der Mannschaft aus der DDR Dritter.
Im März 1990 unterschrieb er einen Zweijahresvertrag beim Zweitligisten SG Weiche-Handewitt, der wenige Monate später in SG Flensburg-Handewitt umbenannt wurde.
Unter Trainer Horst Bredemeier spielte Schulz später beim Bundesligisten Düsseldorf, stand mit der Mannschaft 1995 im Endspiel des DHB-Pokals. Schulz blieb bis 1996 bei den Rheinländern. Später verstärkte er den 1. SV Eberswalde in der Regionalliga.